# Архива историје математике Мактјутор
Архива историје математике „Мектјутор“ је интернет архива коју одржавају Џон О’Конор и Едмунд Робертсон. Сервери на којима се налази архива припадају шкотском Универзитету „Свети Ендруз“. Архива поседује детаљне биографије многих историјски познатих и савремених математичара, чланке на различите теме из историје математике као и текстове о познатим кривама.